# Coluzea liriope
Coluzea liriope is een slakkensoort uit de familie van de Turbinellidae. De wetenschappelijke naam van de soort is voor het eerst geldig gepubliceerd in 1986 door Harasewych.